# Над'ярне (Білгород-Дністровський район)
Над'я́рне (до 14 листопада 1945 року Хаджидер) — село Успенівської сільської громади, у Білгород-Дністровському районі Одеської області України. Населення становить 428 осіб.

## Історія
19 липня 2020 року, в результаті адміністративно-територіальної реформи і ліквідації Саратського району, село увійшло ло складу новоутвореного Білгород-Дністровського району.

## Населення
Згідно з переписом УРСР 1989 року чисельність наявного населення села становила 372 особи, з яких 168 чоловіків та 204 жінки.
За переписом населення України 2001 року в селі мешкало 428 осіб.

### Мова
Розподіл населення за рідною мовою за даними перепису 2001 року:
| Мова       | Відсоток |
| ---------- | -------- |
| українська | 93,93 %  |
| молдовська | 4,44 %   |
| російська  | 0,93 %   |
| болгарська | 0,47 %   |
| білоруська | 0,23 %   |